# Vlad-Cristian Jianu
Vlad-Cristian Jianu (* 27. September 1984 in Bukarest) ist ein rumänischer Schachspieler.
Die rumänische Einzelmeisterschaft konnte er 2006 in Predeal gewinnen. Er spielte für Rumänien bei zwei Schacholympiaden: 2014 und 2016. Außerdem nahm er an zwei europäischen Mannschaftsmeisterschaften (2007 und 2013).
Im Jahre 2002 wurde ihm der Titel Internationaler Meister (IM) verliehen. Der Großmeister-Titel (GM) wurde ihm 2007 verliehen.
| Hier fehlt eine Grafik, die leider im Moment aus technischen Gründen nicht angezeigt werden kann. Wir arbeiten daran! |